# Argueil
Argueil je francouzská obec v departementu Seine-Maritime v regionu Normandie. V roce 2013 zde žilo 330 obyvatel.

## Poloha
Sousední obce jsou: La Ferté-Saint-Samson, Fry, Mésangueville, Le Mesnil-Lieubray a Sigy-en-Bray.

## Vývoj počtu obyvatel
Počet obyvatel